# Calle 34–Herald Square (metro de Nueva York)
La Calle 34–Herald Square es una estación en la línea de la Sexta Avenida y la línea Broadway del Metro de Nueva York de la división B del Independent Subway System (IND). La estación se encuentra localizada en el barrio Herald Square, Midtown Manhattan entre la Calle 34 y la Avenida de las Americas y Broadway. La estación es servida por varios trenes todo el tiempo por los servicios , , , , , ,  y .

## Atentado
El 28 de agosto de 2004, Shahawar Matin Siraj y James Elshafay fueron arrestados por planear una atentado terrorista con bombas durante la Convención Nacional Republicana de 2004.